# Cecilia Molinari
Cecilia Molinari (Borgo Val di Taro, 22 novembre 1949) è un'ex velocista italiana, oro ai Giochi del Mediterraneo di Smirne 1971 e dieci volte campionessa nazionale.

## Biografia
Ha partecipato ai Giochi olimpici di Monaco di Baviera 1972.

## Palmarès
| Anno | Manifestazione          | Sede   | Evento      | Risultato        | Prestazione | Note  |
| ---- | ----------------------- | ------ | ----------- | ---------------- | ----------- | ----- |
| 1971 | Giochi del Mediterraneo | Smirne | 100 metri   | Oro              | 11"9        | [ 1 ] |
| 1972 | Giochi olimpici         | Monaco | 100 metri   | quarti di finale | 11"63       |       |
| 1972 | Giochi olimpici         | Monaco | 4×100 metri | batteria         | 44"62       |       |

## Campionati nazionali
- 6 volte campionessa nazionale nei 100 metri piani (1968, 1970, 1971, 1972, 1973, 1974)[2]
- 4 volte campionessa nazionale indoor nei 60 metri piani (1970, 1971, 1972, 1973)[3]